# Baryssinus giesberti
Baryssinus giesberti är en skalbaggsart som beskrevs av Monné M. A. och Monné M. L. 2007. Baryssinus giesberti ingår i släktet Baryssinus och familjen långhorningar.
Artens utbredningsområde är Panama. Inga underarter finns listade.